# Johanna Kinkel

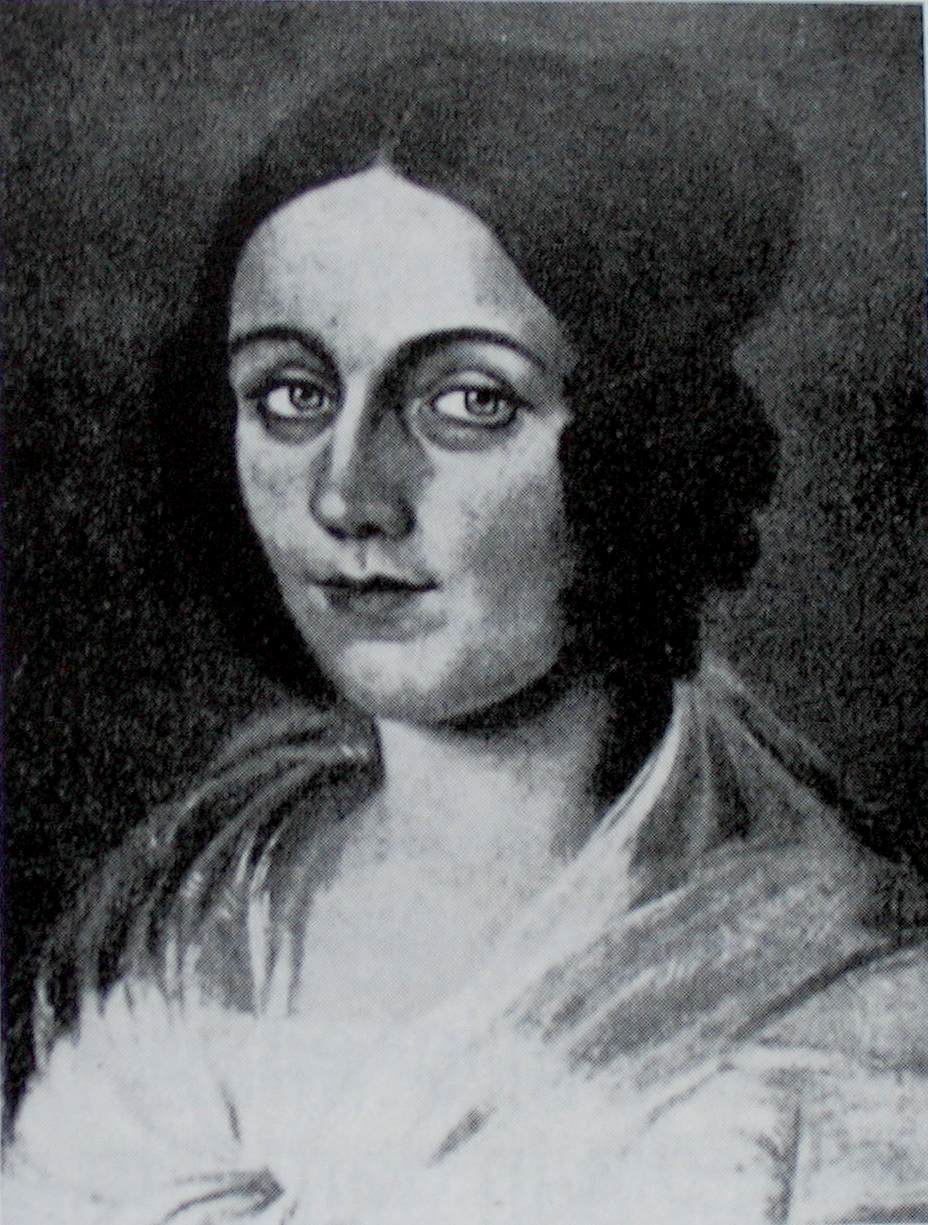
Johanna Kinkel.

Johanna Kinkel, född Mockel 8 juli 1810, död 15 november 1858 i London, var en tysk tonsättare, författare och revolutionär. 
Hon var dotter till en gymnasielärare och fadern Peter Joseph Mockel stödde henne i hennes musikaliska utveckling. Genom faderns försorg kom hon också tidigt i kontakt med Franz Anton Ries och fick utbildning i både komposition och orkesterledning. Efter ett kort och olyckligt äktenskap med bokhandlaren Johann Paul Mathieux var hon i sitt andra äktenskap gift med poeten och teologen Gottfried Kinkel. 
Johanna Kinkel och hennes man deltog i den så kallade Marsrevolutionen 1848. De flydde senare till London, där hon några år senare hittades död i sin trädgård, efter att ha fallit. Självmord misstänktes, men kunde inte bekräftas. På hennes gravsten står Freiheit, Liebe und Dichtung (Frihet, kärlek och poesi). Hennes självbiografiska anteckningar Hans Ibeles in London gavs ut postumt.

## Biografi
- Acht Briefe an eine Freundin über Clavier-Unterricht, Zimmermann, Straubenhardt 1989, ISBN 3-927163-05-8 (Eftertryck av utgåvan Stuttgart 1852)
- Don Ramiro (1840)
- Erzählungen (1849)
- Hans Ibeles in London: ein Roman aus dem Flüchtlingsleben. Helmer, Frankfurt am Main 1991, ISBN 3-927164-41-0 (Eftertryck av utgåvan Stuttgart Stuttgart 1860)